# 3037 Alku
3037 Alku este un asteroid din centura principală, descoperit pe 17 ianuarie 1944 de Yrjö Väisälä.